# Nils af Sillén
Nils Otto Mathias af Sillen, född den 17 mars 1890 i Stockholm, död där den 5 november 1952, var en svensk militär.
af Sillén blev underlöjtnant vid Svea artilleriregemente 1911 och löjtnant där 1915. Han genomgick Artilleri- och ingenjörhögskolans högre kurs 1916. af Sillén blev kapten 1924 och major 1934, vid Bodens artilleriregemente 1938. Han var artilleristabsofficer 1920–1926 och 1928–1936 samt chef för artilleridepartementets konstruktionsavdelning 1929–1936 och blev byråchef vid tygdepartementets första materialbyrå 1937. af Sillén befordrades till överstelöjtnant vid Fälttygkåren 1937 och till överste i armén 1941, vid Fälttygkåren 1942. Han invaldes som ledamot av Krigsvetenskapsakademien 1934. af Sillén blev riddare av Svärdsorden 1932 och av Vasaorden 1933 samt kommendör av andra klassen av Svärdsorden 1945 och kommendör av första klassen 1948. Han vilar i sin familjegrav på Norra begravningsplatsen utanför Stockholm.